# Panacom
Panacom（パナコム）は、松下電器（現・パナソニック）が販売していたビジネス向けパーソナルコンピュータ（パソコン）のシリーズ名である。1987年発売のMシリーズは富士通のパソコン「FMRシリーズ」の互換機。1993年に発売されたVシリーズよりPC/AT互換機になった。

## 歴史
同社は既にオフィス向けパソコンとして、FACOM 9450のOMEである「オペレート」シリーズを販売していたが、これはデファクトスタンダードでないCPUを採用したクローズド・アーキテクチャのパソコンであった。1982年に松下通信工業から発売されたmy brain 3000は、CPUにIntel 8088、OSにMS-DOSを採用した一般市場向けのパソコンであったが、同時期に登場したPC-9801を始めとする競合機種の影に埋もれて商業的には失敗。シリーズとして続くことはなかった。
1987年、富士通FMRシリーズ互換のPanacomMシリーズとしてデスクトップPC「M500」「M700」を発売。富士通からFMRシリーズのBIOSやインターフェイスなどの技術情報の開示を受け、ハードウェアは独自に開発した。ソフトウェアと周辺機器はFMRシリーズのものを共用できた。1988年にはラップトップパソコン「M353」を発売。同機はFMRシリーズのラップトップ化を検討していた富士通にOEM供給され、「FMR-50LT」として発売された。また、1991年には逆に富士通より「FMR CARD」をOEM調達し、「PRONOTE M10N」として発売した。
1992年、オペレートシリーズとPanacomMシリーズを統合させた「PanacomMオペレート」シリーズとして、「M7200operate」「M8200operate」「M7000Loperate」を発売。
1993年、同社初の国内向けPC/AT互換機（DOS/V機）「Panacom V21D」を発売。デスクトップPCはVシリーズ、ノートPCはPRONOTEシリーズとして展開された。
1996年、モバイル用途に特化したノートPC「PRONOTE mini」シリーズをLet's noteブランドに改めると同時に、ターゲットをモバイル市場に絞り込む戦略に変更。Panacomブランドは終息した。

## シリーズ

### PanacomMシリーズ
FMR互換機。
| 機種               | M750 HF / HE               | M600 HE / FD               | M550 HE / FD               | M800                       | M700 HD / FD               | M500 HDA / FDA             | M530 HE / HD / FD          | M353 HE / HD / FD         | M500L HD / FD             |
| ------------------ | -------------------------- | -------------------------- | -------------------------- | -------------------------- | -------------------------- | -------------------------- | -------------------------- | ------------------------- | ------------------------- |
| CPU                | 80386 20MHz                | 80386 20MHz                | 80386SX 16MHz              | 80386 20MHz                | 80286 12MHz                | 80286 8MHz                 | 80286 8MHz                 | 80286 8MHz                | 80286 8MHz                |
| メインメモリ       | 2MB                        | 2MB                        | 1MB                        | 2MB                        | 1MB                        | 1MB                        | 1MB                        | 1MB                       | 1MB                       |
| グラフィックメモリ | 512kB                      | 256kB                      | 256kB                      | 512kB                      | 512kB                      | 256kB                      | 256kB                      | 256kB                     | 256kB                     |
| FDD                | 3.5インチ2基               | 5インチ2基                 | 3.5インチ2基               | 5インチ2基                 | 5インチ2基                 | 5インチ2基                 | 3.5インチ2基               | 3.5インチ1基              | 3.5インチ1基              |
| HDD                | 85MB(HF)、40MB(HE)         | 40MB(HE)                   | 40MB(HE)                   | 40MB                       | 20HB(HD)                   | 20MB(HDA)                  | 40MB(HE)、20MB(HD)         | 40MB(HE)、20MB(HD)        | 20HB(HD)                  |
| 拡張スロット       | 汎用3、メモリ用2           | 汎用3、メモリ用2           | 汎用3、メモリ用1           | 汎用3、メモリ用1           | 汎用3、メモリ用1           | 汎用3、メモリ用1           | 汎用3、メモリ用1           | 汎用2                     | 汎用2                     |
| 外形寸法           | 420(W) × 400(D) × 125(H)mm | 420(W) × 400(D) × 125(H)mm | 330(W) × 358(D) × 125(H)mm | 420(W) × 390(D) × 125(H)mm | 420(W) × 390(D) × 125(H)mm | 420(W) × 390(D) × 125(H)mm | 330(W) × 358(D) × 125(H)mm | 310(W) × 370(D) × 98(H)mm | 310(W) × 370(D) × 98(H)mm |
| 重量               | 本体11.4〜11.7kg           | 本体11.6〜12.4kg           | 本体8.2〜9.2kg             | 本体14kg                   | 本体13〜14kg               | 本体13〜14kg               | 本体8.2〜9.2kg             | 本体8kg                   | 本体6.4〜6.7kg            |

### PanacomVシリーズ
デスクトップ型PC/AT互換機。

### Panacom PRONOTEシリーズ
ノート型PC/AT互換機。